# Suffer Well
Suffer Well este una piesă formației britanice Depeche Mode. Piesă a apărut pe albumul Playing the Angel, în 2005.